# Bundestagswahlkreis Hamburg-Bergedorf – Harburg
Der Wahlkreis Hamburg-Bergedorf – Harburg (Wahlkreis 23) ist ein Bundestagswahlkreis in Hamburg und umfasst das Gebiet der Bezirke Bergedorf und Harburg sowie vom Bezirk Hamburg-Mitte den Stadtteil Wilhelmsburg. Dieser Wahlkreis ist der flächenmäßig größte in Hamburg.

## Geschichte
Der Wahlkreis Hamburg-Bergedorf – Harburg wurde für die Bundestagswahl 2002 aus dem vorherigen Bundestagswahlkreis Hamburg-Bergedorf und dem Bundestagswahlkreis Hamburg-Harburg neu gebildet. Bei den Wahlen 2002 bis 2009 hatte er die Wahlkreisnummer 24, seit 2013 trägt er die Nummer 23.

## Wahlkreisabgeordnete
| Wahl | Abgeordneter | Abgeordneter      | Partei | Stimmen in % |
| ---- | ------------ | ----------------- | ------ | ------------ |
| 2002 |              | Hans-Ulrich Klose | SPD    |              |
| 2005 |              | Hans-Ulrich Klose | SPD    |              |
| 2009 | 39,0         | Hans-Ulrich Klose | SPD    |              |
| 2013 |              | Metin Hakverdi    | SPD    | 40,4         |
| 2017 | 34,8         | Metin Hakverdi    | SPD    |              |
| 2021 | 39,3         | Metin Hakverdi    | SPD    |              |
| 2025 | 32,2         | Metin Hakverdi    | SPD    |              |

## Wahlergebnisse

### Bundestagswahl 2025
| Kandidaten                                             | Kandidaten                  | Parteien/Listen     | Erststimmen | Erststimmen | Zweitstimmen | Zweitstimmen |
| Kandidaten                                             | Kandidaten                  | Parteien/Listen     | Stimmen     | %           | Stimmen      | %            |
| ------------------------------------------------------ | --------------------------- | ------------------- | ----------- | ----------- | ------------ | ------------ |
|                                                        | Metin Hakverdigewählt im WK | SPD                 | 52.896      | 32,2        | 39.198       | 23,8         |
|                                                        | Lenka Alžběta Brodbeck      | GRÜNE               | 19.091      | 11,6        | 20.704       | 12,5         |
|                                                        | Clara-Sophie Groß           | CDU                 | 35.154      | 21,4        | 33.642       | 20,4         |
|                                                        | Sylwester Ciba              | FDP                 | 4.152       | 2,5         | 5.422        | 3,3          |
|                                                        | Mark Patrick Roach          | Die Linke           | 18.994      | 11,5        | 22.931       | 13,9         |
|                                                        | Reinhard Krohn              | AfD                 | 28.958      | 17,6        | 28.556       | 17,3         |
|                                                        | —                           | Tierschutzpartei    | –           | –           | 1.768        | 1,1          |
|                                                        | —                           | Die PARTEI          | –           | –           | 762          | 0,5          |
|                                                        | Thomas Lindner              | FREIE WÄHLER        | 1.813       | 1,1         | 855          | 0,5          |
|                                                        | Hans-Peter Wullenweber      | Volt                | 3.050       | 1,9         | 2.276        | 1,4          |
|                                                        | Jürgen Albert Richard Bader | MLPD                | 350         | 0,2         | 105          | 0,1          |
|                                                        | —                           | BÜNDNIS DEUTSCHLAND | –           | –           | 279          | 0,2          |
|                                                        | —                           | BSW                 | –           | –           | 8.528        | 5,2          |
| Gesamt                                                 | Gesamt                      | Gesamt              | 164.458     | 100         | 165.026      | 100          |
|                                                        |                             |                     |             |             |              |              |
| Ungültige Stimmen                                      | Ungültige Stimmen           | Ungültige Stimmen   | 1.733       | 1,0         | 1.165        | 0,7          |
| Wähler                                                 | Wähler                      | Wähler              | 166.191     | 75,9        | 166.191      | 75,9         |
| Wahlberechtigte                                        | Wahlberechtigte             | Wahlberechtigte     | 218.953     |             | 218.953      |              |
|                                                        |                             |                     |             |             |              |              |
| Quellen: Die Bundeswahlleiterin, Kandidaten – Ergebnis |                             |                     |             |             |              |              |

### Bundestagswahl 2021
| Kandidaten                                            | Kandidaten                  | Parteien/Listen   | Erststimmen | Erststimmen | Zweitstimmen | Zweitstimmen |
| Kandidaten                                            | Kandidaten                  | Parteien/Listen   | Stimmen     | %           | Stimmen      | %            |
| ----------------------------------------------------- | --------------------------- | ----------------- | ----------- | ----------- | ------------ | ------------ |
|                                                       | Uwe Schneider               | CDU               | 26.483      | 16,9        | 25.427       | 16,2         |
|                                                       | Metin Hakverdigewählt im WK | SPD               | 61.590      | 39,3        | 52.523       | 33,5         |
|                                                       | Manuel Sarrazin             | GRÜNE             | 24.231      | 15,5        | 27.931       | 17,8         |
|                                                       | Stephan Jersch              | DIE LINKE         | 10.521      | 6,7         | 9.878        | 6,3          |
|                                                       | Sonja Jacobsen              | FDP               | 13.301      | 8,5         | 15.674       | 10,0         |
|                                                       | Olga Petersen               | AfD               | 12.774      | 8,2         | 12.638       | 8,0          |
|                                                       | –                           | Die PARTEI        | –           | –           | 1.644        | 1,0          |
|                                                       | –                           | Tierschutzpartei  | –           | –           | 2.298        | 1,5          |
|                                                       | Thomas Lindner              | FREIE WÄHLER      | 2.109       | 1,3         | 1.319        | 0,8          |
|                                                       | Manuela Körlin              | ÖDP               | 1.061       | 0,7         | 446          | 0,3          |
|                                                       | –                           | V-Partei³         | –           | –           | 195          | 0,1          |
|                                                       | Manfred Dammann             | NPD               | 205         | 0,1         | 161          | 0,1          |
|                                                       | Narziss Nianur              | MLPD              | 131         | 0,1         | 50           | 0,0          |
|                                                       | –                           | DKP               | –           | –           | 87           | 0,1          |
|                                                       | Katja Schäfer               | dieBasis          | 2.988       | 1,9         | 2.417        | 1,5          |
|                                                       | –                           | BÜNDNIS21         | –           | –           | 76           | 0,0          |
|                                                       | –                           | du.               | –           | –           | 208          | 0,1          |
|                                                       | –                           | LKR               | –           | –           | 42           | 0,0          |
|                                                       | –                           | Die Humanisten    | –           | –           | 233          | 0,1          |
|                                                       | –                           | PIRATEN           | –           | –           | 747          | 0,5          |
|                                                       | –                           | Team Todenhöfer   | –           | –           | 2.283        | 1,5          |
|                                                       | Jan-Martin Thoden           | Volt              | 1.251       | 0,8         | 740          | 0,5          |
| Gesamt                                                | Gesamt                      | Gesamt            | 156.645     | 100         | 157.017      | 100          |
|                                                       |                             |                   |             |             |              |              |
| Ungültige Stimmen                                     | Ungültige Stimmen           | Ungültige Stimmen | 1.601       | 1,0         | 1.229        | 0,8          |
| Wähler                                                | Wähler                      | Wähler            | 158.246     | 71,3        | 158.246      | 71,3         |
| Wahlberechtigte                                       | Wahlberechtigte             | Wahlberechtigte   | 221.794     |             | 221.794      |              |
|                                                       |                             |                   |             |             |              |              |
| Quellen: Die Bundeswahlleiterin, Kandidaten – Stimmen |                             |                   |             |             |              |              |

### Bundestagswahl 2017
Zur Bundestagswahl 2017 am 24. September wurden 12 Direktkandidaten und 16 Landeslisten zugelassen. Wahlberechtigt waren 222.034 Einwohner.
Die Wahlbeteiligung im Wahlkreis lag bei 70,2 %, davon 22,3 % Briefwähler. 2017 lag die Wahlbeteiligung im Wahlkreis somit 5,9 %-Punkte höher als bei der Bundestagswahl 2013.
| Direktkandidat       | Partei           | Erststimmen in % | Zweitstimmen in % |
| -------------------- | ---------------- | ---------------- | ----------------- |
| Metin Hakverdi       | SPD              | 34,8             | 26,2              |
| Herlind Gundelach    | CDU              | 28,1             | 27,4              |
| Manuel Sarrazin      | GRÜNE            | 7,7              | 10,0              |
| David Stoop          | DIE LINKE        | 10,7             | 11,2              |
| Carl Coste           | FDP              | 5,2              | 8,6               |
| Peter Lorkowski      | AfD              | 10,9             | 11,5              |
| Lennart Schwarzbach  | NPD              | 0,3              | 0,3               |
| ‒                    | Die PARTEI       | ‒                | 1,6               |
| Aslan Özkan          | FREIE WÄHLER     | 0,7              | 0,4               |
| Volker Behrendt      | ÖDP              | 0,8              | 0,4               |
| Jürgen Bader         | MLPD             | 0,2              | 0,1               |
| ‒                    | BGE              | ‒                | 0,5               |
| ‒                    | DiB              | ‒                | 0,4               |
| ‒                    | DKP              | ‒                | 0,1               |
| ‒                    | Tierschutzpartei | ‒                | 1,0               |
| ‒                    | V-Partei³        | ‒                | 0,2               |
| Hans-Uwe Scharnweber | Einzelbewerber   | 0,2              | ‒                 |
| Frank Giebel         | Einzelbewerber   | 0,3              | ‒                 |

### Bundestagswahl 2013
Zur Bundestagswahl 2013 am 22. September wurden 11 Direktkandidaten und 13 Landeslisten zugelassen, sie hatte folgendes Ergebnis:
| Direktkandidat      | Partei         | Erststimmen in % | Zweitstimmen in % |
| ------------------- | -------------- | ---------------- | ----------------- |
| Metin Hakverdi      | SPD            | 40,4             | 35,0              |
| Herlind Gundelach   | CDU            | 35,6             | 33,8              |
| Manuel Sarrazin     | GRÜNE          | 6,5              | 9,2               |
| Kurt Duwe           | FDP            | 1,6              | 3,5               |
| Sabine Boeddinghaus | DIE LINKE      | 7,5              | 8,4               |
| Nico Ecke           | PIRATEN        | 2,3              | 2,6               |
| Thomas Wulff        | NPD            | 1,0              | 1,0               |
| ‒                   | RENTNER        | ‒                | 0,5               |
| Volker Behrendt     | ÖDP            | 0,5              | 0,3               |
| ‒                   | MLPD           | ‒                | 0,1               |
| Thomas Meister      | AfD            | 3,9              | 4,7               |
| Christian Walbe     | FREIE WÄHLER   | 0,5              | 0,4               |
| ‒                   | Die PARTEI     | ‒                | 0,6               |
| Joel Reher          | Einzelbewerber | 0,2              | ‒                 |

### Bundestagswahl 2009
| Direktkandidat           | Partei                | Erststimmen in % | Zweitstimmen in % |
| ------------------------ | --------------------- | ---------------- | ----------------- |
| Hans-Ulrich Klose        | SPD                   | 39,0             | 30,1              |
| Wolfgang Müller-Kallweit | CDU                   | 32,9             | 29,3              |
| Manuel Sarrazin          | Bündnis 90/Die Grünen | 8,3              | 11,6              |
| Kurt Duwe                | FDP                   | 7,6              | 11,8              |
| Mark Roach               | Die Linke             | 10,2             | 11,6              |
| Jan Zimmermann           | NPD                   | 1,5              | 1,3               |
| Joachim Huth             | BüSo                  | 0,4              | -                 |
| –                        | PIRATEN               | –                | 2,5               |
| –                        | RENTNER               | –                | 1,2               |
| –                        | MLPD                  | –                | 0,0               |